# 真核转录
真核转录是真核生物将存储在DNA中的遗传信息复制到RNA中的复杂过程。转录既发生在真核生物中，也发生在原核生物中。原核生物中的RNA聚合酶可以启动所有类型的转录；不同于原核生物，真核生物（包括人类）的RNA聚合酶有三种变体，每种变体编码不同类型的基因。真核生物的转录与翻译在不同的场所进行。真核细胞的转录发生在细胞核内，核中的DNA一般被包装成核小体以及更高级的染色质结构。真核生物基因组的复杂性决定了基因表达控制的多样性和复杂性。

## 概述
转录是将存储在DNA链中的遗传信息复制到mRNA互补链中的过程。 真核转录发生在细胞核中，并在分为三个阶段：起动，延伸和终止。 催化这一复杂过程的是三种多亚基RNA聚合酶。其中RNA聚合酶I负责转录编码核糖体RNA（rRNA）的基因。

编码蛋白质d的基因被转录成信使RNA（mRNA），mRNA将遗传信息从细胞核中的DNA处传递到细胞质中的蛋白质合成位点。尽管mRNA的种类很丰富，但它们并不是细胞中最丰富的RNA种类；所谓的非编码RNA占细胞转录输出的绝大部分。 这些非编码RNA在细胞中具有多种重要的功能。

## RNA聚合酶

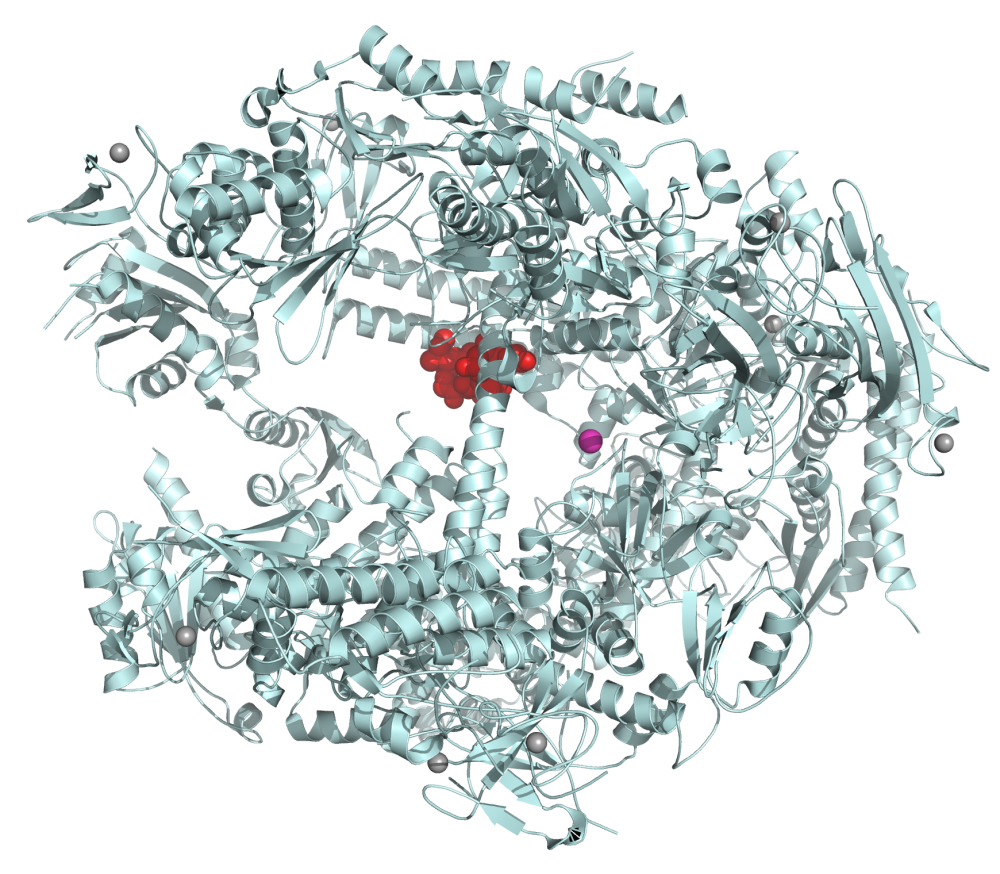
真核生物的RNA聚合酶II（浅蓝色）与α-amanitin（红色）（鹅膏毒肽）复合物的结构，这是一种在毒鹅膏（又称死亡帽）中发现的一种剧毒物质

真核生物有三种核RNA聚合酶，每种都具有不同的作用和特性。
| 名称                        | 场所                            | 产物                                                                                               |
| RNA聚合酶Ⅰ (Pol I, Pol A)   | 核仁                            | 绝大部分的核糖体RNA(28S rRNA、18S rRNA、5.8S rRNA)                                                 |
| RNA聚合酶Ⅱ (Pol II, Pol B)  | 细胞核                          | 信使RNA（mRNA）、大多数小核RNA（snRNA）、小分子干扰RNA（siRNA）和 微RNA（miRNA）。                 |
| RNA聚合酶Ⅲ (Pol III, Pol C) | 细胞核（可能还有核仁-核质界面） | 转运RNA（tRNA）、其它小RNA（包括5S rRNA、snRNA U6、信号识别颗粒RNA（SRP RNA）和其它的稳定短链RNA。 |

RNA聚合酶I（Pol I）可以催化除5S外的所有rRNA基因的转录。 编码这些rRNA的为同一个基因，该基因表达时会形成连续的RNA转录物，然后该前体RNA会被剪接成3种rRNA：18S、5.8S、和28S。rRNA基因的转录发生在细胞核的特化结构——核仁中。 转录产生的rRNA与蛋白质结合形成核糖体。
RNA聚合酶II（Pol II）负责所有mRNA、siRNA、多数snRNA和所有miRNA的转录。 Pol II的转录产物多为单链的前体mRNA（hnRNA），这些hnRNA会被进一步加工为成熟的mRNA。 绝大部分的前体mRNA在通过核孔离开细胞核，进入细胞质进行蛋白质的翻译之前就已被加工完成。
RNA聚合酶III（Pol III）负责转录小的非编码RNA，包括tRNA，5S rRNA，U6 snRNA，SRP RNA和其他稳定的短RNA，例如核糖核酸酶P RNA。

## 真核转录控制
真核生物中基因表达的调节是通过几种控制水平的相互作用实现的，这些控制在局部起作用以响应特定的细胞需要打开或关闭单个基因，并在全局范围内维持染色质范围的基因表达模式，从而塑造细胞身份。 由于真核基因组包裹在组蛋白周围形成核小体和高阶染色质结构，转录机制的底物通常被部分隐藏。 没有调节蛋白，许多基因以低水平表达或根本不表达。 转录需要置换定位的核小体，以使转录机制能够获得DNA。
转录中的所有步骤都受到一定程度的调节。 特别是转录起始是调节基因表达的主要水平。 针对细胞的能量成本而言，针对限速初始步骤是最有效的。 转录起始受DNA调节区内顺式作用元件（增强子，沉默子，隔离子）和作为激活剂或阻遏物的序列特异性反式作用因子的调节。 通过靶向延长聚合酶的运动，也可以在起始后调节基因转录。

### 全局控制和表观遗传调控
真核基因组被组织成紧凑的染色质结构，只允许对DNA进行调节。 染色质结构可以是全局“开放的”和更多转录允许的，或全局“浓缩的”和转录失活的。 前者（真染色質）轻度包装(lightly packed)，在活跃转录下富含基因。 后者（异染色质）包括基因贫乏区域，例如端粒和着丝粒，但也包括具有正常基因密度但转录沉默的区域。 转录可以通过组蛋白修饰（脱乙酰化和甲基化），RNA干扰和/或DNA甲基化来沉默。
定义细胞身份的基因表达模式是通过细胞分裂遗传的。 这个过程称为表观遗传调控。 DNA甲基化通过维持甲基化酶的作用可靠地遗传，甲基化酶修饰由复制产生的新生DNA链。 在哺乳动物细胞中，DNA甲基化是转录沉默区域的主要标记。 专门的蛋白质可识别标记并募集组蛋白脱乙酰酶和甲基化酶以重建沉默。 核小体组蛋白修饰也可以在细胞分裂过程中遗传，但是，目前尚不清楚它是否能在没有DNA甲基化指导的情况下独立发挥作用。

## 参阅
- 细菌转录（英语：Bacterial transcription）
- 转录调控
- 转录因子
- RNA聚合酶
- 基因表达调控